# U-141 (1940)
U-141 — малая немецкая подводная лодка типа II-D для прибрежных вод, времён Второй мировой войны. Заводской номер 270.
Введена в строй 21 августа 1940 года. Входила в 1-ю флотилию, с 1 мая 1941 года находилась в 3-й флотилии, с 1 октября 1941 года находилась в 21-й флотилии в качестве учебной лодки. С 1 марта 1945 года находилась в 31-й флотилии. Совершила 4 боевых похода, потопила 4 судна (6 801 брт) и повредила одно (5 133 брт). 2 мая 1945 года затоплена экипажем в порту города Вильгельмсхафен.

## Потопленные суда
| Название      | Тип                  | Принадлежность | Дата            | Тоннаж (БРТ) | Груз                                                    | Судьба    | Место                     |
| Calabria      | грузовое судно       | Швеция         | 22 июня 1941    | 1 277        | 1480 тонн косточкового пальмового масла, 200 тонн копры | потоплен  | 55°20′ с. ш. 8°45′ з. д.  |
| Atlantic City | грузовое судно       | Великобритания | 26 июля 1941    | 5 133        | генеральный груз, правительственный груз, уголь         | поврежден | 55°42′ с. ш. 9°58′ з. д.  |
| Botwey        | грузовое судно       | Великобритания | 26 июля 1941    | 5 106        | в балласте                                              | потоплен  | 55°42′ с. ш. 9°53′ з. д.  |
| Anders        | рыболовецкий траулер | Исландия       | 5 сентября 1941 | 190          | рыба                                                    | потоплен  | 58°24′ с. ш. 11°25′ з. д. |
| King Erik     | траулер              | Великобритания | 6 сентября 1941 | 228          | в балласте                                              | потоплен  | 61°01′ с. ш. 12°00′ з. д. |